# Oxentea, Dubăsari
Oxentea este un sat din raionul Dubăsari, Republica Moldova.
Satul are o suprafață totală de 16,10 kilometri pătrați. Localitatea este situată pe malul drept al Nistrului, la o distanță de aproximativ 50–60 km de Chișinău, învecinându-se cu satele Molovata, Mărcăuți și Vîșcăuți.
Conform unei legende, denumirea satului ar fi provenit de la numele boierului Axentie care pe timpuri a fost unul dintre primii locatari ai acestui ținut.
În localitate activează o școală, o grădiniță, un oficiu poștal și primărie. Grădinița „Izvoraș” a fost deschisă în anul 1982. În anii 2010, în satul Oxentea a fost înființat și un centru educațional pentru copii.

## Istorie
Oxentea este menționată pentru prima dată în documente în anul 1574:
„Din mila lui Dumnezeu, Ioan voievod, fiul lui Ștefan voievod, domn al Țării Moldovei. Iată acestui boier al nostru credincios și cinstit, pan Ion Golăi mare logofăt și slugii noastre credincioase Eremia pârcălab și femeii lui, Tudora, le-am dat și le-am întărit dela noi, în țara noastră, Moldova, doua locuri din pustie, unul deasupra Nistrului, unde se numește Ocsentia, între Molovat și între Domocșia și cu loc de patru mori, de aceasta parte a Nistrului, în pârâu, la gura Ihorlicului, unde cade în Nistru, iar celălalt loc la capătul Peșterilor, mai sus de Orheiul vechiu, unde cade drumul Orheiului vechiu în Răut, în vadul de mai sus de Chișinău sub [loc liber] de partea Răutului dinspre Nistru și cu două mori în Răut, ca sa-și întemeieze acolo doua sate, căci ei și-au cumpărat chiar dela domnia mea și ne-au dat opt cai buni și patru sute de zloți tătărești, bani gata, în vistieria noastră.

...

Iar pentru mai mare putere și întărire a tuturor celor mai sus scrise, am poruncit să scrie și să lege pecetea noastră către această carte a noastră.

A scris Cârstea Mihăilescul în Iași, în anul 7082 <1574> luna Mai 10 zile.

Eu, Io Voievod și fiul nostru Pătru.”

## Administrație și politică
Componența Consiliului local Oxentea (11 consilieri), ales la 5 noiembrie 2023, este următoarea:
|  | Partid                                        | Consilieri | Componență | Componență | Componență |
|  | --------------------------------------------- | ---------- | ---------- | ---------- | ---------- |
|  | Candidat independent VICTOR TATARU            | 1          |            |            |            |
|  | Partidul Acțiune și Solidaritate              | 3          |            |            |            |
|  | Partidul Dezvoltării și Consolidării Moldovei | 3          |            |            |            |
|  | Partidul Socialiștilor din Republica Moldova  | 2          |            |            |            |
|  | Platforma Demnitate și Adevăr                 | 1          |            |            |            |
|  | Candidat independent VALERIU RUSU             | 1          |            |            |            |